# Actinote avuncula
Actinote avuncula är en fjärilsart som beskrevs av Charles Oberthür 1917. Actinote avuncula ingår i släktet Actinote och familjen praktfjärilar. Inga underarter finns listade i Catalogue of Life.